# Tomb Raider: The Action Adventure
Tomb Raider: Интерактивное приключение (англ. Tomb Raider: The Action Adventure) представляет собой интерактивный DVD. Был выпущен 21 ноября 2006 года в Европе и 5 декабря 2006 года в Соединенных Штатах. Является упрощённой версией игры Tomb Raider: Ангел Тьмы.
Игра использует записанные кадры из версии для PC. Игрок может перемещаться в игре, используя кнопки "вверх", "вниз", "влево", "вправо" и "Enter" для выполнения различных действий, таких как "Использовать", "Прыгать", "Стрелять".
И Лара Крофт, и Кёртис из Tomb Raider: Ангел Тьмы были выбраны в качестве базы для Tomb Raider iDVD, поскольку Tomb Raider: Легенда к тому времени всё ещё была в разработке, и Ангел Тьмы был последней созданной игрой.
В зависимости от успеха в этом новом направлении - iDVD-развлечения - могли быть преобразованы дополнительные эпизоды Tomb Raider. В iDVD можно играть как на PC, так и на Mac (с DVD-плеером и таким программным обеспечением, как PowerDVD) или на обычном домашнем DVD. Игра была создана и продаётся для людей, которые не играли в видеоигры раньше или которые видят расхитительницу гробниц Лару Крофт в первый раз.
Существует кооперативный режим игры, в котором люди могут поконкурировать друг с другом, что позволит пройти Tomb Raider iDVD за  два-три часа. В этом режиме также используется специальная система, которая награждает игроков за дополнительные исследования и мудрые шаги. Вместо функции сохранения игроки будут периодически получать цифровые пароли, которые можно ввести, чтобы возобновить игру там, где они остановились.

## Внешние ссылки
- Lara Croft Tomb Raider: The Action Adventure (Официальный веб-сайт) - обои, превью и учебное пособие.
- Lara Croft Tomb Raider: The Action Adventure at Tombraiderchronicles.com - изображения и СМИ, связанные с игрой.
- Lara Croft Tomb Raider: Action Adventure at Tomb Raider Central - фильмы, скриншоты, обои и многое другое.
- Lara Croft Tomb Raider: The Action Adventure at PLANETLARA.com - всё, что нужно для iDVD.